# Październik 2017

## 31 października
- W ataku terrorystycznym w Nowym Jorku mężczyzna zabił furgonetką osiem osób[1].

## 29 października
- Dunka Caroline Wozniacki triumfowała w grze pojedynczej podczas rozgrywanego w Singapurze turnieju tenisowego WTA Finals[2].
- Brytyjczyk Lewis Hamilton zdobył czwarty w karierze tytuł Mistrza Świata w Formule 1[3].

## 28 października
- W wyborach parlamentarnych w Islandii zwyciężyła Partia Niepodległości (25,2% głosów)[4].

## 27 października
- Regionalny parlament Katalonii ogłosił niepodległość Republiki Katalonii. Była to kontynuacja działań podejmowanych m.in. przy pomocy uchwały z 9 listopada 2015 oraz plebiscytu z 2017 roku. Za głosowało 70 deputowanych[5][6].
- Senat Hiszpanii zaaprobował wniosek rządu Mariano Rajoya o ograniczenie autonomii Katalonii[7] na mocy art. 155 hiszpańskiej konstytucji.

## 26 października
- Co najmniej 30 osób zginęło, a kilkadziesiąt zostało rannych w pożarze, który wybuchł w fabryce sztucznych ogni na przedmieściach Dżakarty w Indonezji[8].

## 22 października
- W Japonii odbyły się przedterminowe wybory parlamentarne rozpisane przez premiera Shinzō Abe. W ich wyniku władzę utrzymała rządząca Partia Liberalno-Demokratyczna, która jednak straciła 6 miejsc w Izbie Reprezentantów. Drugie miejsce zajęła Partia Konstytucyjno-Demokratyczna, trzecie zaś Partia Nadziei (Kibō no Tō)[9][10].
- Wybory prezydenckie w Słowenii.

## 21 października
- W wyborach do Izby Poselskiej Republiki Czeskiej zwyciężyła partia ANO 2011 (29,64% głosów)[11][12].

## 19 października
- Demonstracyjnego samospalenia na warszawskim placu Defilad dokonał polski chemik Piotr Szczęsny w ramach protestu przeciwko polityce Prawa i Sprawiedliwości[13].

## 18 października
- Rozpoczął się XIX zjazd krajowy Komunistycznej Partii Chin[14][15]. Podczas   zjazdu wybrano nowych przywódców, w tym członków Komitetu Centralnego KPCh.

## 17 października
- Zdominowane przez Kurdów Syryjskie Siły Demokratyczne ostatecznie zdobyły Rakkę pokonując islamistów z Państwa Islamskiego[16][17].
- Kilkudniowe potężne pożary w Kalifornii spowodowały śmierć co najmniej 41 osób[18].

## 16 października
- Airbus ogłosił plan przejęcia 50,01% udziałów w programie produkcji i rozwoju samolotów odrzutowych CSeries swojego konkurenta, Bombardier Aerospace[19][20].

## 15 października
- Wybory prezydenckie w Kirgistanie. Jeszcze przed ogłoszeniem oficjalnych wyników lider opozycji, były premier Ömürbek Babanow uznał zwycięstwo innego byłego, świeżo dymisjowanego, premiera Sooronbaja Dżeenbekowa[21]. Według oficjalnych wyników Dżeenbekow uzyskał 54,28% głosów[22].
- W wyborach parlamentarnych w Austrii zwyciężyła Austriacka Partia Ludowa uzyskując 31,5% głosów (62 mandaty w Radzie Narodowej)[23][24]. Chadecy wyprzedzili socjaldemokratów z SPÖ (26,86%) oraz jeszcze bardziej prawicową FPÖ (26,04%).

## 14 października
- W wyniku zamachów bombowych w Mogadiszu, stolicy Somalii, zginęło co najmniej 276 osób[25][26].

## 12 października
- Co najmniej 46 osób zginęło w wyniku depresji tropikalnej nad Wietnamem[27].

## 9 października
- Richard Thaler został laureatem Nagrody Banku Szwecji im. Alfreda Nobla w dziedzinie ekonomii „za swój wkład w ekonomię behawioralną”[28][29][30].

## 6 października
- Międzynarodowa Kampania na rzecz Zniesienia Broni Nuklearnej (ICAN) została laureatem Pokojowej Nagrody Nobla „za swoją pracę w zwracaniu uwagi na katastrofalne konsekwencje humanitarne użycia broni jądrowej i ogromne wysiłki na rzecz wprowadzenia popartego traktatem zakazu posiadania takiej broni”[31][32][33].
- Co najmniej 19 osób zginęło w obwodzie włodzimierskim na zachodzie Rosji, w wyniku zderzenia na przejeździe kolejowym autobusu z pociągiem[34].
- 7 osób zginęło w katastrofie wojskowego śmigłowca Mi-17, należącego do Indyjskich Sił Zbrojnych, w stanie Arunachal Pradesh[35].

## 5 października
- Kazuo Ishiguro został laureatem Nagrody Nobla w dziedzinie literatury jako ten, który w powieściach o potężnej sile emocjonalnej odsłonił otchłań pod naszym iluzorycznym poczuciem łączności ze światem[36][37][38].

## 4 października
- Jacques Dubochet, Joachim Frank i Richard Henderson  zostali laureatami Nagrody Nobla w dziedzinie chemii przyznanej za opracowanie metody kriomikroskopii elektronowej wysokiej rozdzielczości do ustalania struktury biocząsteczek w roztworze[39][40].

## 3 października
- Rainer Weiss, Barry Barish i Kip Thorne zostali laureatami Nagrody Nobla w dziedzinie fizyki przyznanej za decydujący wkład w detektor LIGO i zaobserwowanie fal grawitacyjnych[41][42][43].
- W Katalonii po nieuznanym referendum niepodległościowym rozpoczął się strajk generalny[44].

## 2 października
- Jeffrey C. Hall, Michael Rosbash i Michael W. Young zostali laureatami Nagrody Nobla w dziedzinie fizjologii lub medycyny za rok 2017 przyznanej za odkrycie molekularnych mechanizmów kontrolujących rytmy dobowe u organizmów żywych[45][46][47].
- Dawna astronautka Julie Payette została zaprzysiężona na stanowisko 29. gubernatora generalnego Kanady[48].

## 1 października
- W Katalonii odbyło się, nieuznawane przez rząd Hiszpanii, referendum niepodległościowe[49]. Interweniowała Guardia Civil[50][51].
- Zakończyły się, rozgrywane w amerykańskim mieście Sarasota, mistrzostwa świata w wioślarstwie[52].
- W finale, rozgrywanych w Gruzji i Azerbejdżanie, mistrzostw Europy siatkarek Serbia pokonała Holandię 3:1[53].
- Co najmniej 59 osób zginęło w wyniku otwarcia ognia z broni przez napastnika podczas koncertu muzycznego w Las Vegas[54], setki zostały rannych.